# Rivière du Moulin (vattendrag i Kanada, lat 46,59, long -72,08)
Rivière du Moulin är ett vattendrag i Kanada.   Det ligger i provinsen Québec, i den sydöstra delen av landet, 300 km öster om huvudstaden Ottawa.
Runt Rivière du Moulin är det ganska glesbefolkat, med 28 invånare per kvadratkilometer.